# Антверпен – Фелу (етиленопровід)
Антверпен — Фелу (етиленопровід) — продуктопровід у Бельгії, призначений для транспортування етилену.
З 1963 р. в Антверпені продукує етилен піролізне виробництво компанії Benelux FAO, до якого в 1994-му приєдналась установка концерну BASF. Також тут сформувався потужний олефіновий хаб, куди виходять етиленопроводи Роттердам — Антверпен, RC-2, ARG, а в 2018 р. компанія INEOS ввела в експлуатацію антверпенський спеціалізований морський термінал. Одним з напрямків поставок етилену із Антверпена є розташоване південніше місто Фелу, де діють заводи поліетилену високої щільності компанії Total (один із співвласників зазначеної вище Benelux FAO) потужністю 170 тисяч тонн на рік та завод лінійних альфа-олефінів компанії INEOS потужністю 300 тисяч тонн на рік.
Транспортування етилену між Антверпеном та Фелу на відстань 95 км спочатку здійснювалось продуктопроводом діаметром 200 мм. В подальшому його перетворили на другу лінію пропіленопроводу Антверпен — Фелу, а поставляти етилен почали трубопроводом діаметром 559 мм, котрий працює з низьким робочим тиском у 2,7 МПа.